# Aneta Łoś
Aneta Łoś (ur. 9 października 1975) – polska judoczka.
Była zawodniczka KS AZS-AWF Wrocław (1989-1997). Czterokrotna brązowa medalistka mistrzostw Polski seniorek (1992 w kat. do 48 kg, 1993 w kat. do 52 kg, 1996 i 1997 w kategorii do 56 kg).